# 对叶景天
对叶景天（学名：Sedum baileyi）为景天科景天属的植物，是中国的特有植物。分布在中国大陆的广东、江西、湖南、广西等地，生长于海拔400米至900米的地区，多生于山坡石缝中，目前尚未由人工引种栽培。